# Ai no Bakudan
"Ai no Bakudan" (愛のバクダン) é uma canção gravada pela banda japonesa de hard rock B'z. Foi o único single do álbum The Circle e trigésimo oitavo no total. Alcançou o topo da parada da Oricon Singles Chart.

## Lista de faixas
| N.º | Título                                    | Duração |  |
| 1.  | "Ai no Bakudan" (愛のバクダン)            |         |  |
| 2.  | "Fever"                                   |         |  |
| 3.  | "Amaku Yasashii Binetsu" (甘く優しい微熱) |         |  |
| 4.  | "Ai no Bakudan (TV Style)"                |         |  |
| 5.  | "Ai no Bakudan (Guitar Solo Less"         |         |  |

## Músicos
- Tak Matsumoto (guitarra)
- Koshi Inaba (vocais)